# Martigny-Courpierre
Pour les articles homonymes, voir Martigny (homonymie).
Martigny-Courpierre est une commune française située dans le département de l'Aisne, en région Hauts-de-France.

## Géographie

### Localisation
Martigny-Courpierre est située dans la région Hauts-de-France, au centre du département de l'Aisne. La commune appartient au canton de Laon-2 et à la communauté de communes du Laonnois.
La commune se trouve à 9,6 km au sud-est de la ville préfecture, Laon, et à 119,5 km au nord-est de la capitale, Paris.
| Bruyères-et-Montbérault | Chérêt                           | Orgeval         |
| Bruyères-et-Montbérault | Martigny-Courpierre              | Bièvres         |
| Bruyères-et-Montbérault | Chamouille, Neuville-sur-Ailette | Chermizy-Ailles |

### Voies de communications et transports

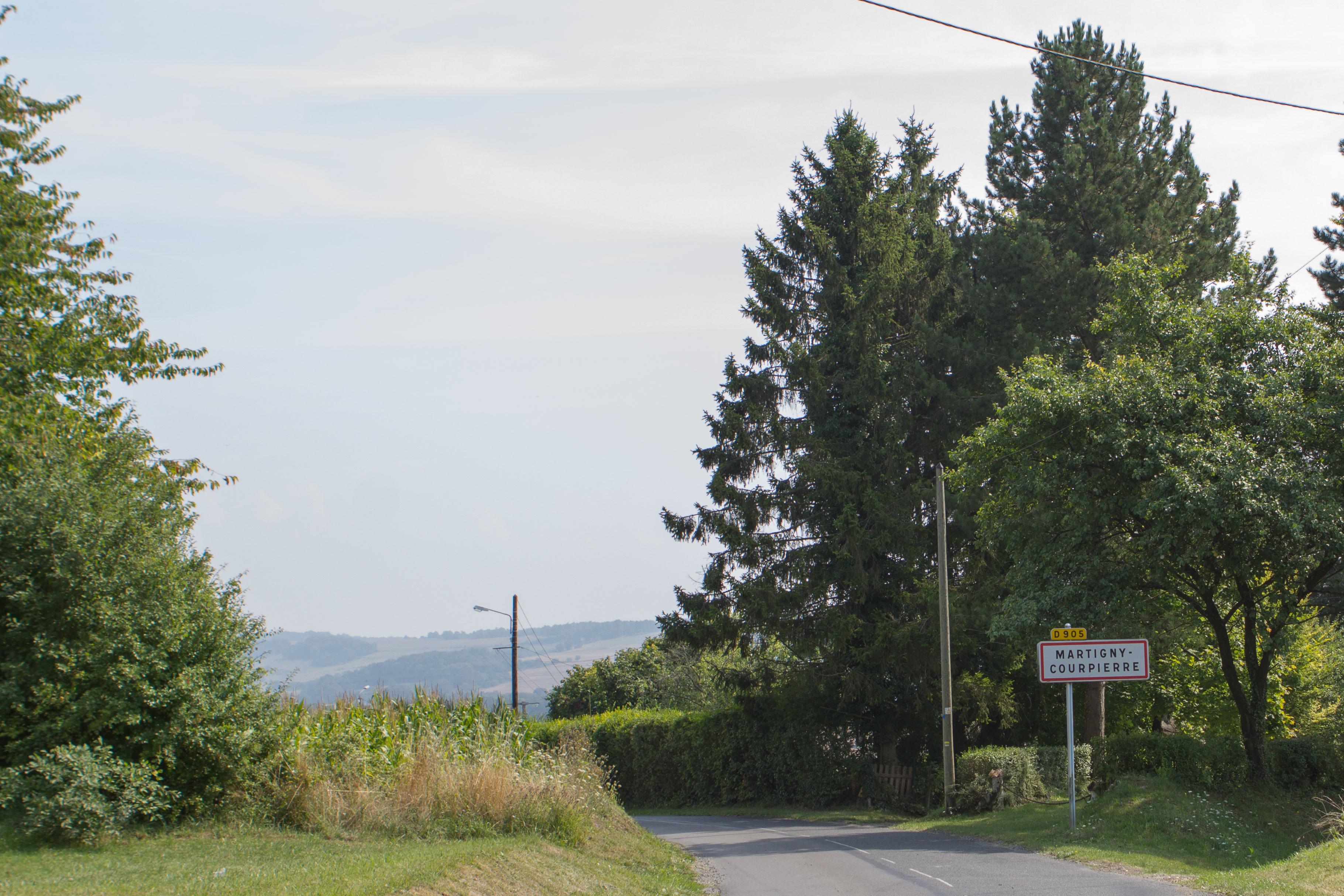
Entrée nord de Martigny-Courpierre (D 905).

### Hydrographie
La commune est située dans le bassin Seine-Normandie. Elle est drainée par le ruisseau Bievre, le cours d'eau 01 des Aunes de Chenaye et le fossé du Moulin Bertrand,,.

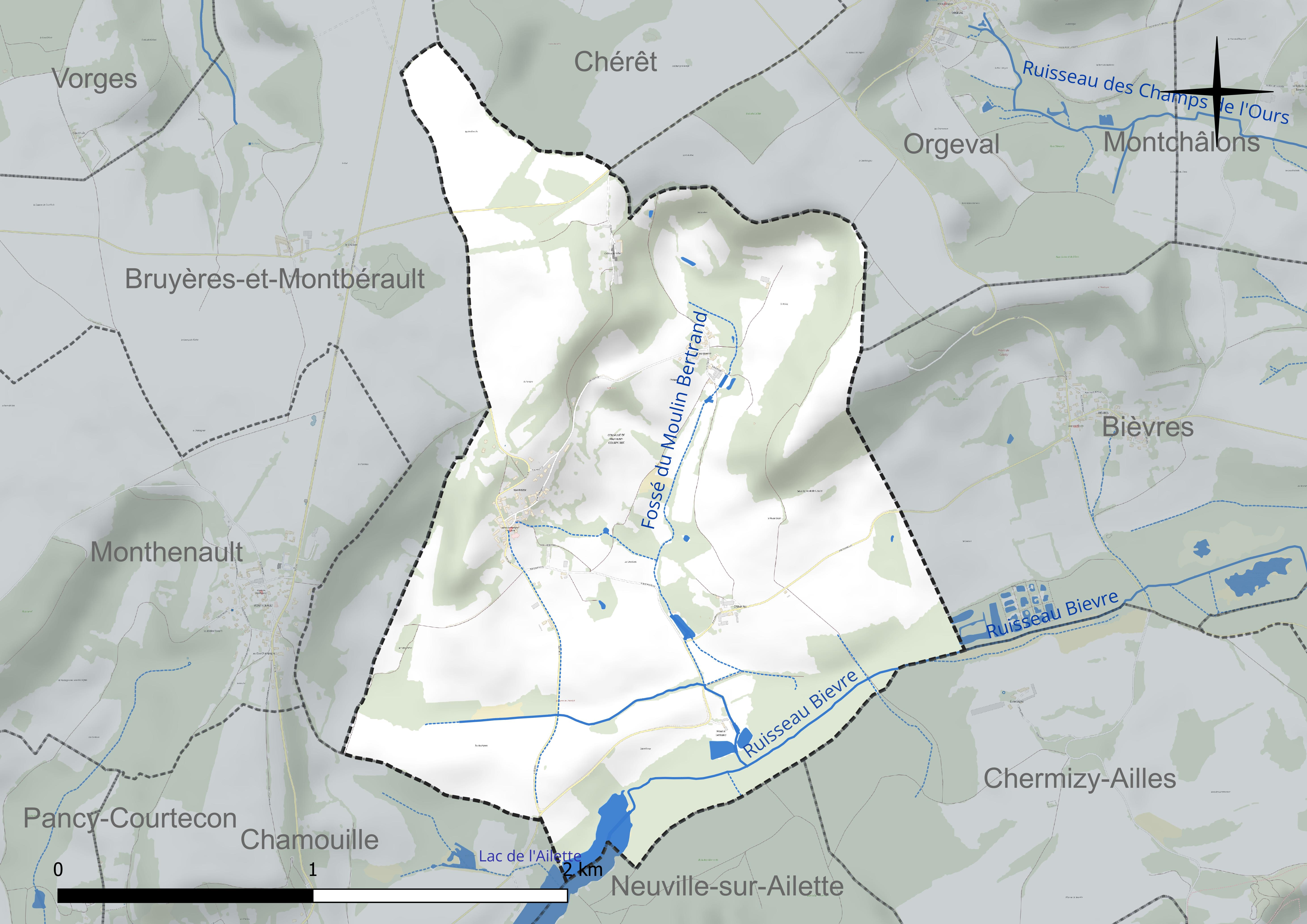
Réseau hydrographique de Martigny-Courpierre.

Un plan d'eau complète le réseau hydrographique : le lac de l'Ailette, d'une superficie totale de 153,8 ha (3,4 ha sur la commune),.

### Climat
Pour des articles plus généraux, voir Climat des Hauts-de-France et Climat de l'Aisne.
En 2010, le climat de la commune est de type climat océanique dégradé des plaines du Centre et du Nord, selon une étude du CNRS s'appuyant sur une série de données couvrant la période 1971-2000. En 2020, Météo-France publie une typologie des climats de la France métropolitaine dans laquelle la commune est exposée à un climat océanique altéré et est dans la région climatique Nord-est du bassin Parisien, caractérisée par un ensoleillement médiocre, une pluviométrie moyenne régulièrement répartie au cours de l'année et un hiver froid (3 °C).
Pour la période 1971-2000, la température annuelle moyenne est de 10,1 °C, avec une amplitude thermique annuelle de 15 °C. Le cumul annuel moyen de précipitations est de 761 mm, avec 12 jours de précipitations en janvier et 8,8 jours en juillet. Pour la période 1991-2020, la température moyenne annuelle observée sur la station météorologique installée sur la commune est de 10,7 °C et le cumul annuel moyen de précipitations est de 734,4 mm,. Pour l'avenir, les paramètres climatiques de la commune estimés pour 2050 selon différents scénarios d'émission de gaz à effet de serre sont consultables sur un site dédié publié par Météo-France en novembre 2022.
| Mois                                  | jan.           | fév.             | mars          | avril         | mai             | juin          | jui.           | août         | sep.           | oct.          | nov.           | déc.         | année     |
| ------------------------------------- | -------------- | ---------------- | ------------- | ------------- | --------------- | ------------- | -------------- | ------------ | -------------- | ------------- | -------------- | ------------ | --------- |
| Température minimale moyenne (°C)     | 0,5            | 0,7              | 2,6           | 4,3           | 8,2             | 10,8          | 12,9           | 12,5         | 9,7            | 7             | 3,7            | 1,1          | 6,2       |
| Température moyenne (°C)              | 3,4            | 4,1              | 7,1           | 9,8           | 13,8            | 16,6          | 18,7           | 18,3         | 14,8           | 11,1          | 6,8            | 3,7          | 10,7      |
| Température maximale moyenne (°C)     | 6,2            | 7,5              | 11,6          | 15,3          | 19,3            | 22,3          | 24,5           | 24,1         | 20             | 15,2          | 9,8            | 6,3          | 15,2      |
| Record de froid (°C) date du record   | −16 01.01.1997 | −14,5 22.02.1996 | −11 01.03.05  | −5,5 08.04.03 | −1,5 05.05.1996 | 1 04.06.1991  | 4,5 11.07.1993 | 3 26.08.1993 | 0,5 30.09.1995 | −5,5 28.10.03 | −12 24.11.1998 | −13 29.12.05 | −16 1997  |
| Record de chaleur (°C) date du record | 16 05.01.1999  | 18,5 24.02.1990  | 22 29.03.1989 | 27,5 25.04.07 | 32,5 27.05.05   | 36,5 27.06.11 | 38,9 19.07.22  | 38 07.08.03  | 33,9 09.09.23  | 27 10.10.23   | 20 04.11.1994  | 17 07.12.00  | 38,9 2022 |
| Précipitations (mm)                   | 60,9           | 52,7             | 53,5          | 45,5          | 62,8            | 61,3          | 67             | 74,3         | 51,7           | 63,5          | 61,4           | 79,8         | 734,4     |

## Urbanisme

### Typologie
Au 1er janvier 2024, Martigny-Courpierre est catégorisée commune rurale à habitat dispersé, selon la nouvelle grille communale de densité à 7 niveaux définie par l'Insee en 2022.
Elle est située hors unité urbaine. Par ailleurs la commune fait partie de l'aire d'attraction de Laon, dont elle est une commune de la couronne,. Cette aire, qui regroupe 106 communes, est catégorisée dans les aires de 50 000 à moins de 200 000 habitants,.

### Occupation des sols
L'occupation des sols de la commune, telle qu'elle ressort de la base de données européenne d'occupation biophysique des sols Corine Land Cover (CLC), est marquée par l'importance des territoires agricoles (78,6 % en 2018), une proportion identique à celle de 1990 (78,6 %). La répartition détaillée en 2018 est la suivante : 
terres arables (45,1 %), zones agricoles hétérogènes (33,6 %), forêts (14,7 %), zones urbanisées (5,4 %), eaux continentales (1,3 %).
L'évolution de l'occupation des sols de la commune et de ses infrastructures peut être observée sur les différentes représentations cartographiques du territoire : la carte de Cassini (XVIIIe siècle), la carte d'état-major (1820-1866) et les cartes ou photos aériennes de l'IGN pour la période actuelle (1950 à aujourd'hui).

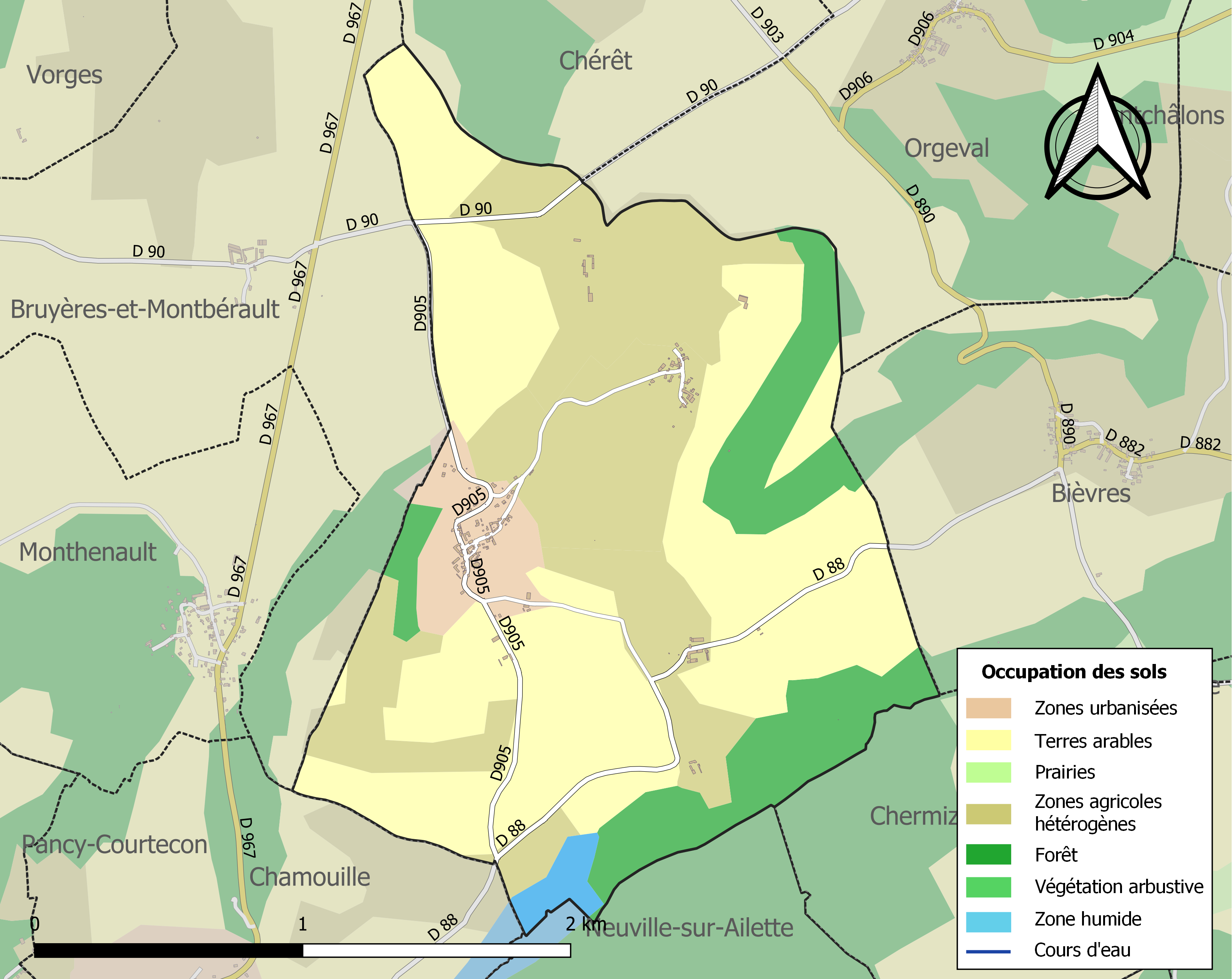
Carte de l'occupation des sols de la commune en 2018 (CLC).

## Toponymie
Martigny est attesté sous les formes Martiniacum en 1162 ; Martinni en 1165 ; Marthengi en 1169 ; In territorio de Martinniaco en 1191 ; Martigni, Martigniacum en 1236 ; Martigniacum-in-Laudunesio en 1262 ; Martegni en 1266 ; Martingni-en-Laonois au XIIIe siècle ; Martigny-en-Laonnoys en 1612 ; Martigny-en-Launois en 1568 ; Martigny-in-Laudunesio en 1631.
Courpierre est attesté sous les formes In territorio de Curtpierre en 1101 ; Curta petra en 1141 ; Curpierre en 1173 ; Curpirer en 1182 ; Curpetra, Culperia, Curpere au XIIe siècle ; Corpière en 1251 ; Corpetra en 1641 ; Courtpierre en 1670 ; Croupière en 1710.

## Politique et administration

### Découpage territorial
La commune de Martigny-Courpierre est membre de la communauté d'agglomération du Pays de Laon, un établissement public de coopération intercommunale (EPCI) à fiscalité propre créé le 1er janvier 2014 dont le siège est à Aulnois-sous-Laon. Ce dernier est par ailleurs membre d'autres groupements intercommunaux.
Sur le plan administratif, elle est rattachée à l'arrondissement de Laon, au département de l'Aisne et à la région Hauts-de-France. Sur le plan électoral, elle dépend du  canton de Laon-2 pour l'élection des conseillers départementaux, depuis le redécoupage cantonal de 2014 entré en vigueur en 2015, et de la première circonscription de l'Aisne  pour les élections législatives, depuis le dernier découpage électoral de 2010.

### Administration municipale

#### Liste des maires
| Période                                  | Période                       | Identité          | Étiquette | Qualité                                 |
| ---------------------------------------- | ----------------------------- | ----------------- | --------- | --------------------------------------- |
| Les données manquantes sont à compléter. |                               |                   |           |                                         |
| mars 2001                                | En cours (au 13 juillet 2020) | Christian Lambert | PS        | Artisan Réélu pour le mandat 2020-2026, |

## Population et société

### Démographie
L'évolution du nombre d'habitants est connue à travers les recensements de la population effectués dans la commune depuis 1793. Pour les communes de moins de 10 000 habitants, une enquête de recensement portant sur toute la population est réalisée tous les cinq ans, les populations de référence des années intermédiaires étant quant à elles estimées par interpolation ou extrapolation. Pour la commune, le premier recensement exhaustif entrant dans le cadre du nouveau dispositif a été réalisé en 2004.

En 2022, la commune comptait 135 habitants, en évolution de +13,45 % par rapport à 2016 (Aisne : −1,97 %, France hors Mayotte : +2,11 %).
| 1793 | 1800 | 1806 | 1821 | 1831 | 1836 | 1841 | 1846 | 1851 |
| ---- | ---- | ---- | ---- | ---- | ---- | ---- | ---- | ---- |
| 306  | 318  | 318  | 352  | 342  | 347  | 351  | 291  | 328  |

| 1856 | 1861 | 1866 | 1872 | 1876 | 1881 | 1886 | 1891 | 1896 |
| ---- | ---- | ---- | ---- | ---- | ---- | ---- | ---- | ---- |
| 297  | 304  | 295  | 268  | 264  | 258  | 257  | 235  | 225  |

| 1901 | 1906 | 1911 | 1921 | 1926 | 1931 | 1936 | 1946 | 1954 |
| ---- | ---- | ---- | ---- | ---- | ---- | ---- | ---- | ---- |
| 222  | 202  | 200  | 113  | 151  | 138  | 123  | 133  | 126  |

| 1962 | 1968 | 1975 | 1982 | 1990 | 1999 | 2004 | 2006 | 2009 |
| ---- | ---- | ---- | ---- | ---- | ---- | ---- | ---- | ---- |
| 121  | 115  | 105  | 91   | 103  | 122  | 112  | 111  | 115  |

| 2014 | 2019 | 2022 | - | - | - | - | - | - |
| ---- | ---- | ---- | - | - | - | - | - | - |
| 119  | 135  | 135  | - | - | - | - | - | - |

## Culture locale et patrimoine

### Lieux et monuments

L'église Saint-Martin de Martigny-Courpierre.

- Église Saint-Martin, bâtie en 1929 sur les plans de l'architecte Albert-Paul Müller. L'église a été classée monument historique en 1997[27].